# Marta Botía
Marta Beatriz Botía Alonso (Madrid, 15 de septiembre de 1974) es una cantautora española, conocida junto a Marilia Andrés por formar el dúo Ella Baila Sola, grupo musical muy conocido a finales de los años noventa.

## Biografía
Marta, hija de un publicista y de una directora de Iberia, creció en el barrio madrileño de Lavapiés y ya desde pequeña sintió una gran afición por la música. Cuando cursaba COU, conoció a Marilia Andrés Casares con quien formaría en principio un dúo llamado The Just cambiando más tarde de nombre por el de Ella Baila Sola, que las catapultaría a la fama.
Ella Baila Sola se separaron en 2001, en el cénit de la fama, tras tres discos de estudio y uno de grandes éxitos, y Marta Botía comenzó su carrera en solitario con un disco titulado Cumplir lo prometido, que cuenta con colaboraciones como la de Antonio Vega, DJ Kun, Tomatito o Enrique Bunbury, amigo y artista admirado por Marta desde su época en Héroes del Silencio.
En 2003 participa en el DVD Ellas & Magia de Disney, interpretando la canción de Aladdín y el rey de los ladrones, "Que tu Luz no se Nuble Jamás".
En 2006 participó en la película Pobre Juventud, de Miguel Jiménez, interpretando el papel secundario de Esperanza.
En septiembre de 2009, Marta vuelve de nuevo al panorama de la música con un nuevo dúo, sin Marilia pero con la incorporación de Rocío Pavón, llamado EBS. El nuevo álbum, editado por ellas mismas y con la colaboración del que fue su agente en la discográfica EMI durante su primera etapa, Gonzalo Benavides, lleva por título Despierta. En el año 2013 se anuncia la separación del nuevo dúo tras diversas desavenencias entre las dos componentes, además de con su representante. El éxito en esta etapa no es comparable con el obtenido previamente.
Después de esta separación, sin grabar disco, Marta realiza gira con María del Mar García.
En 2014 presenta su canción "No puedo parar de ti", que forma parte de su nuevo disco en solitario Martamente que se editará en 2015 bajo el sello propio Hormigas Lejanas Producciones.
En 2018 comienzan los rumores de nuevo disco de Ella Baila Sola con Marta Botía y una nueva integrante, Virginia Mos, y en marzo de 2019 ve la luz este nuevo trabajo.
En la actualidad, Marta reside en Nueva York con su marido y sus dos hijos.

## Discografía

### Con Ella Baila Sola
4.000.000 discos vendidos en total 1996-2001
- Ella Baila Sola, 1996 (+1.600.000 unidades vendidas)
- EBS, 1998 (+ 1.000.000)
- Marta y Marilia, 2000  (+500.000)
- Grandes Éxitos, 2001 (+150.000)
- Colección Grande 2004 (+70.000)
- Lo echamos a suertes 2005 (+40.000)
- The Colection Platinum 2006 (+10.000)
- DVD Lo echamos a suertes 2007 (+10.000)
- Imanes en la nevera 2019

### Con EBS
- Despierta, 2009 (+9.000 copias)
- EP Tienes Razón 2011 (+3.000 copias)

### En solitario
- Cumplir lo prometido, 2002 (20.000)
- Martamente, 2015